# Secretaria de Previdência Complementar
A Secretaria de Previdência Complemetar (SPC) foi um órgão do Ministério da Previdência Social, subordinado ao Conselho de Gestão da Previdência Complementar, responsável pela fiscalização dos fundos de pensão - atualmente conhecidos como Entidades Fechadas de Previdência Complementar. 
Cabia a SPC dispor sobre as diretrizes básicas para o Sistema de Previdência Complementar brasileiro; harmonizar as atividades das entidades fechadas de previdência privada com as políticas de desenvolvimento social e econômico-financeira do governo; supervisionar, coordenar, orientar e controlar as atividades relacionadas com a Previdência Complementar Fechada; analisar e definir os pedidos de autorização para constituição, funcionamento, fusão, incorporação, agrupamento, transferência de controle e reforma dos estatutos das entidades fechadas da previdência privada e; fiscalizar as atividades das entidades fechadas de previdência privada, quanto ao cumprimento da legislação e normas em vigor e aplicar as penalidades cabíveis.
A SPC foi responsável pela supervisão do oitavo maior sistema de previdência complementar do mundo, com aproximadamente 420 bilhões de reais em investimentos, administrados por cerca 370 Empresas Fechadas de Previdência Complementar, da qual se beneficiam mais de 6,5 milhões de brasileiros, segundo dados de 2008.
Em março de 2010 a SPC deu lugar a Superintendência Nacional de Previdência Complementar - PREVIC, conforme DECRETO Nº 7.123.